# Morelos 1ra. Sección
Morelos 1ra. Sección är en ort i Mexiko.   Den ligger i kommunen Reforma och delstaten Chiapas, i den sydöstra delen av landet, 700 km öster om huvudstaden Mexico City. Morelos 1ra. Sección ligger 47 meter över havet och antalet invånare är 482.
Terrängen runt Morelos 1ra. Sección är platt. Runt Morelos 1ra. Sección är det ganska glesbefolkat, med 27 invånare per kvadratkilometer. Närmaste större samhälle är El Carmen, 6,7 km norr om Morelos 1ra. Sección. Omgivningarna runt Morelos 1ra. Sección är en mosaik av jordbruksmark och naturlig växtlighet.